# Linas Balčiūnas
Linas Balčiūnas (nascido em 14 de fevereiro de 1978) é um ciclista de pista e estrada lituano que competiu no ciclismo nos Jogos Olímpicos de Verão de 1996 e 2004, representando a Lituânia.